# Robert Mark Pipta
Robert Mark Pipta (* 7. April 1967 in Anaheim, Kalifornien) ist ein US-amerikanischer ruthenisch griechisch-katholischer Geistlicher und Bischof von Parma.

## Leben
Robert Mark Pipta studierte zunächst von 1985 bis 1990 Kunst und Musik an der University of California, Irvine. 1990 trat er in das Priesterseminar der heiligen Kyrill und Method in Pittsburgh ein, beendete dort sein Theologiestudium und empfing am 21. April 1994 das Sakrament der Priesterweihe für die Eparchie Van Nuys.
Nach der Priesterweihe war zehn Jahre lang als Kaplan in verschiedenen Gemeinden in der Pfarrseelsorge und von 1994 bis 1997 zudem als Notar der Diözesankurie der Eparchie tätig. Von 2004 bis 2014 war er Pfarrer an der byzantinischen Kirche in San Diego. Darüber hinaus gehörte er der intereparchialen Musik- und Liturgiekommission an und war Konsultor des Eparchialkollegiums. Außerdem war er Diözesandirektor für die Berufungspastoral und das jährliche Jugendcamp Alive in Christ. Ab 2014 war er Rektor des Priesterseminars der heiligen Kyrill und Method in Pittsburgh.
Papst Franziskus ernannte ihn am 31. August 2023 zum Bischof von Parma. Die Bischofsweihe spendete ihm der Erzbischof von Pittsburgh, William Skurla, am 8. November desselben Jahres in der Kirche Holy Resurrection in Euclid. Mitkonsekratoren waren der Bischof von Passaic, Kurt Burnette, sowie der Weihbischof und Apostolische Administrator der Eparchie Mukatschewe, Nil Jurij Luschtschak.